# بخش راونا (شهرستان پورتاژ، اوهایو)
بخش راونا (به انگلیسی: Ravenna Township) یک منطقهٔ مسکونی در ایالات متحده آمریکا است که در شهرستان پورتیج، اوهایو واقع شده‌است.
 بخش راونا ۵۳٫۴ کیلومتر مربع مساحت و ۹٬۲۷۰ نفر جمعیت دارد و ۳۳۷ متر بالاتر از سطح دریا واقع شده‌است.